# Tektonski pokreti
Tektonski pokreti jest skupni naziv za sve pokrete i poremećaje u Zemljinoj unutrašnjosti koji su uzrokovani unutarnjim silama.
vidi: tektonika